# Société des mines d’Azelik
La Société des mines d’Azelik (SOMINA) est une coentreprise entre la société chinoise CNNC et l'État nigérien qui opère dans le domaine de l'industrie minière.

## Historique
En 1957, le Bureau français de recherches géologiques et minières (BRGM) décovre un gisement d’uranium à Azelik alors qu'il cherchait du cuivre. La société SOMINA a été créée en 2007 pour exploiter le gisement d’uranium d’Azelik. La production d'uranium a débuté en 2011. En 2016, un lanceur d'alerte nigérien - Almoustapha Alhacen, président de l’ONG Aghirin'Man - signale une situation sanitaire préoccupante dans le village d’Azelik et les campements alentour. La responsabilité de la mine d’uranium est mise en cause par les habitants.
Fermée depuis 2014, la mine redevient ouverte en mai 2024, à la suite de la ré-augmentation des cours de l'uranium, après une phase baissière.

## Activité
L’usine de la SOMINA est installée à Azelik, à 200 km au sud-sud-ouest d’Arlit et 150 km à l'ouest de Tchirozérine, dans la région d’Agadez, et 80 km au Nord d'Ingall
La production devait atteindre 700 tonnes d’uranium métal en 2011, et monter à environ 2 500 tonnes en 2015.

## Organisation
Le capital de la SOMINA, 3,5 milliards de Francs CFA, est détenu par :
- La China National Nuclear Corporation (CNNC) via la société Ideal Mining pour 37,2 %,
- la Société du patrimoine des mines du Niger (SOPAMIN) pour 33 %,
- la société chinoise ZXJOY Invest pour 24,8 %,
- la société Korea Resources Corporation (KORES) via la société Saris Bury pour 5 %.

Son siège social est installé à Niamey tandis que la mine et l’usine de traitement de l’uranium sont situées à Azelik dans la commune rurale d’Ingal, dans le département de Tchirozérine